# کشتار الخصاص

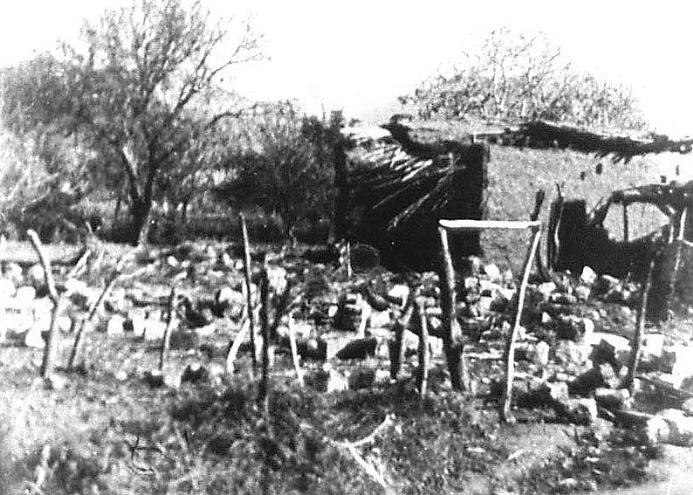
خانه ای در روستای الخصاص که در حمله گروه هاگانا ویران شده

کشتار الخصاص در روستای الخصاص در منطقه صفد در شمال فلسطین واقع در شمال شهر صفد، جمعیت آن در سال 1945 میلادی 470 تن بود. شبه نظامیان صهیونیست پالماخ در 18 دسامبر 1947 به این روستا حمله کردند و به سوی ساکنان آن آتش گشودند   دوازده تن از ساکنان عرب الخصاص کشته شدند که چهار تن از آنها کودک بودند.

## پیش زمینه
جنایات جنگی ارتش اسرائیل بازتاب کاملی از جامعه اسرائیل است.میکو پلد، نویسنده و عضو سابق نیروهای ویژه ارتش اسرائیل، توضیح می‌دهد که چگونه اسرائیل به شهروندان خود نژادپرستی ضد فلسطینی را از گهواره تا گور تلقین می‌کند.اسرائیل نتیجه یک جنبش استعماری شهرک نشینان نظامی است که مشروعیت خود را در اسطوره کتاب مقدس جستجو می کند. در دوره شکل‌گیری دولت اسرائیل بین سال‌های 1947 و 1949، بیش از 500 شهر و روستای فلسطینی از روی نقشه محو شده اند و هاگانا مسئول بخش عمده این پاکسازی قومی بود. غیرنظامیان قتل عام شدند و حدود یک میلیون مرد، زن و کودک با اسلحه از خانه‌های خود اخراج شدند.این پاکسازی قومی  تقریباً شش دهه انکار شده بود.ایلان پاپه با رد قاطعانه این افسانه که مردم فلسطین به میل خود خانه هایشان را  ترک کردند، شواهد قابل توجهی را  ارائه می دهد تا نشان دهد که از همان ابتدای پیدایش ، ایدئولوژی بنیانگذار اسرائیل، حذف اجباری جمعیت بومی بود.اسرائیل به جای فروتنی و توبه برای چنین جنایت هولناکی، به ما اجازه می‌دهد که باور کنیم که دولت اسرائیل در انجام چنین انتقام‌جویی‌های وحشیانه‌ای «توجیه» یا «تحریک» شده است. او سپس کشورش را قربانی واقعی معرفی کرد.اسرائيلي ها بلافاصله مدعي شدند كه کشتار الخصاص تنها مأموريتی تلافي جويانه بوده.
کشتار الخصاص در پی قطعنامه تقسیم در 29 نوامبر 1947رخ داد و روستای الخصاص یکی از اولین روستاهایی بود که در آماده سازی برای پاکسازی قومی فلسطین مورد حمله قرار گرفت. این یورش انتقامی برای یک حادثه قبلی بود که در آن یک یهودی از یک کیبوتص در همان حوالی مورد اصابت گلوله قرار گرفت و کشته شد،زمانی که فرمانده سوم پالماخ  خبر کشته شدن فرد یهودی را دریافت کرد دستور عملیلت تلافی جویانه علیه روستا صادر شد گرچه اتهام قتل ساکنان روستا ثابت نشده بود اما تصمیم گرفته شد که به الخصاص حمله شود.عملیات تلافی جویانه در 17  دسامبر با اتش زدن منازل و کشتار اهالی روستا انجام شد طبق گزارش فرمانده عملیات 12 نفر از اهالی روستا از جمله چند تن زن و کودک کشته شدند که بعدا معلوم شد همه قربانیان زن و کودک بودند. برخی منابع یهودی گفتند که 10 نفر از اهالی روستا از جمله 5 کودک کشته شدند و برخی از قربانیان در زیر آوار خانه هایشان مدفون شدند.

## کشتار
در 18 دسامبر 1947روستای کشاورزی فلسطینی الخصاص، واقع در شمال شرقی فلسطین، هدف حمله پالماخ، یکی از جنبش‌های مسلح صهیونیستی قرار گرفت. شبه‌نظامیان پالماخ با  دو خودروی نظامی از روستا عبور کردند و در حالی که ساکنان خواب بودند،مسلسل شلیک کردند و  خانه‌ها را با بمب منفجر کردند. دوازده تن از ساکنان روستا که شامل زنان و کودکان بودند ، کشته شدندآنها پس از گذاشتن بروشورهایی مبنی بر اینکه حمله توسط هاگانا به عنوان حمله ای تلافی جویانه انجام شده بود، از آتش خارج شدند.در پایان سال 1948، کیبوتص هاگوشرین بر روی روستای الخصاص گسترش یافت. 